# Randi Noyes
 Der er for få eller ingen kildehenvisninger i denne artikel, hvilket er et problem. Du kan hjælpe ved at angive troværdige kilder til de påstande, som fremføres i artiklen.

Randi Bråten Noyes (født 3. maj 1947) er en norsk coach, forfatter, konsulent og foredragsholder.
Noyes er grundlægger af Leadership International Inc, som er et konsulentfirma indenfor selvledelse. Efter endt videregående uddannelse flyttede hun til USA, hvor hun var grundlægger og leder af Scandinavia Inc, som blev en succesrig distributør af sportstøj. I begyndelsen af 1980'erne valgte hun at arbejde på fuld tid med selvledelse og teambuilding, hvorefter hun grundlagde Business Presentation Inc, et konsulentfirma indenfor ledelse.
Hun er mest kendt for udgivelsen af bogen "Kunsten at lede sig selv – Få gennemslagskraft med din emotionelle intelligens". Bogen fik den prestigefyldte sølvpris for årets bog (Book of the Year Award) i kategorien “business” i USA i 2001. Bogen blev oversat til dansk i 2006 fra Akademisk Forlag under titlen: Kunsten at lede sig selv, Ny indsigt – bedre gennemslagskraft.